# Благовещение (картина Чимы да Конельяно)
«Благовещение» — картина итальянского художника Джованни Баттисты Чимы да Конельяно из собрания Государственного Эрмитажа.
Картина иллюстрирует популярнейший новозаветный эпизод, описанный в Евангелии от Луки:

В шестой же месяц послан был Ангел Гавриил от Бога в город Галилейский, называемый Назарет, к Деве, обрученной мужу, именем Иосифу, из дома Давидова; имя же Деве: Мария. Ангел, войдя к Ней, сказал: радуйся, Благодатная! Господь с Тобою; благословенна Ты между женами. Она же, увидев его, смутилась от слов его и размышляла, что́ бы это было за приветствие. И сказал Ей Ангел: не бойся, Мария, ибо Ты обрела благодать у Бога; и вот, зачнешь во чреве, и родишь Сына, и наречешь Ему имя: Иисус.

Действие происходит в комнате. Справа, за столиком сидит Мария, перед ней раскрытая книга. За её спиной роскошная кровать под балдахином. По верхнему обрамлению кровати сделана надпись на древнееврейском языке: הנה העלמה הרה ויולדת בן‎ (Се дева во чреве приимет и родит сына).
Слева, перед открытым окном, к Марии идёт архангел Гавриил, несущий ей Благую весть, его правая рука прижата к груди, в левой он держит цветок лилии (традиционный символ чистоты и непорочности). За окном виден холмистый пейзаж с многочисленными зданиями. В центре внизу на приступке кровати изображён приколотый лист бумаги с датой, полустёртой надписью с именами заказчиков картины, подписью художника и рисунком мухи (символом греха, по другому истолкованию это оса): 1495 / Laure… de / S. hus… da uicco es jac. de S… / e S. jeronimo de… / e S. pievo de… zudici / …joan baptista da / Conegliano fecit. На подножии столика имеется плохо сохранившаяся надпись в две строки, в которой читаются лишь отдельные символы: ANN..AT..ST....EC....ESI / …op….
Как следует из подписи художника, картина была написана в 1495 году, её первоначальной основой была деревянная доска. Заказчиками картины были луккские беженцы в Венеции — члены гильдии шёлковых дел. Картина предназначалась для гильдейской капеллы в венецианской церкви Санта Мария деи Крочифери. Фактически картина является центральной частью алтарного триптиха, на боковых створках которого были изображены святые Себастьян и Марк.
Джустиниано Мартиньони в приложении к описанию Венеции, составленному в 1580 году Франческо Сансовино, писал: «В капелле Каса Дзена, где похоронены члены рода Сансовино, находится прекраснейшее „Благовещение“, написанное художником Дж Баттиста да Конельяно со святыми Марком и Себастьяном по сторонам» — это является последним упоминанием створок совместно с главным образом, а уже в следующем году при описании церкви Боскини пишет только о центральном «Благовещении», причём говорит, что после перехода этой церкви в ведение ордена иезуитов картина Чимы была заменена новой картиной работы Джакомо Моратты. В следующем издании своего труда он не упоминает и самого «Благовещения». Неизвестно, когда картина была перенесена в Скуола делла Мизерикордия. Далее она находилась в Скуола дель Розарио в церкви Сан-Джованни-э-Паоло.

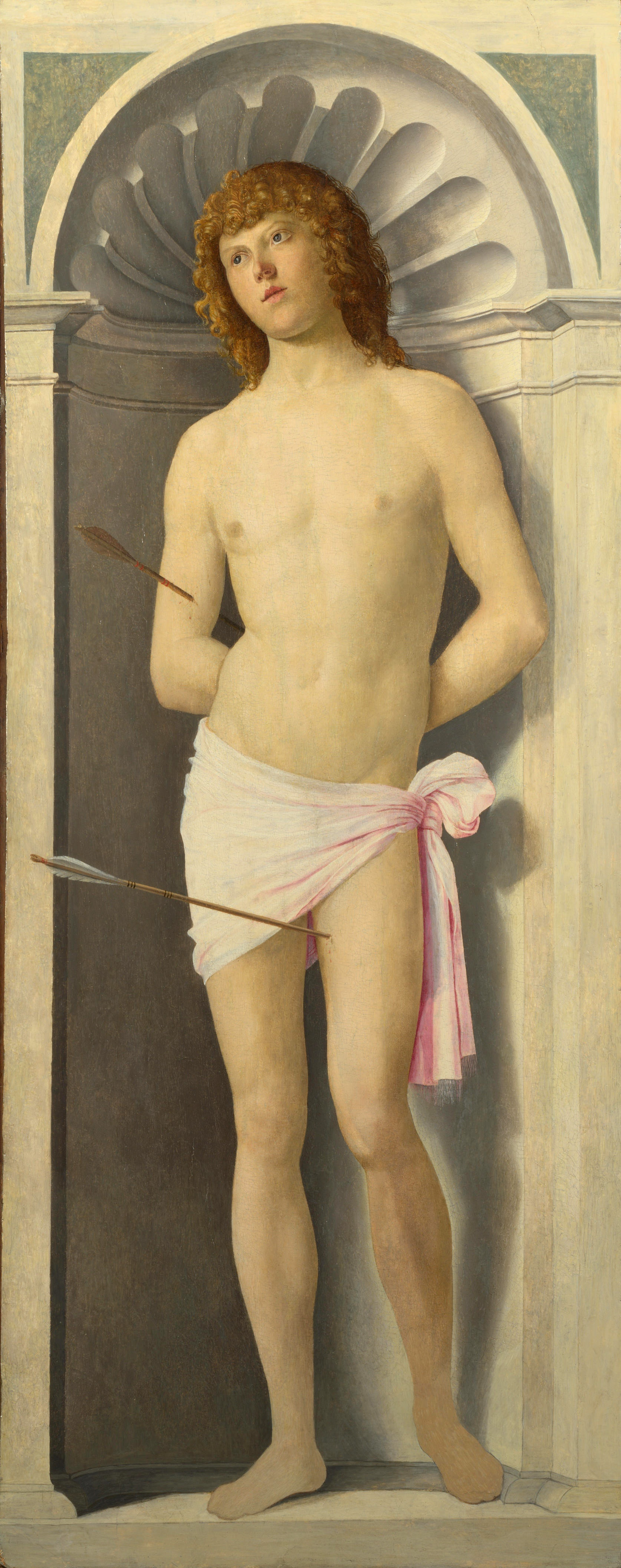
«Св. Себастьян» (предполагаемая правая створка триптиха)

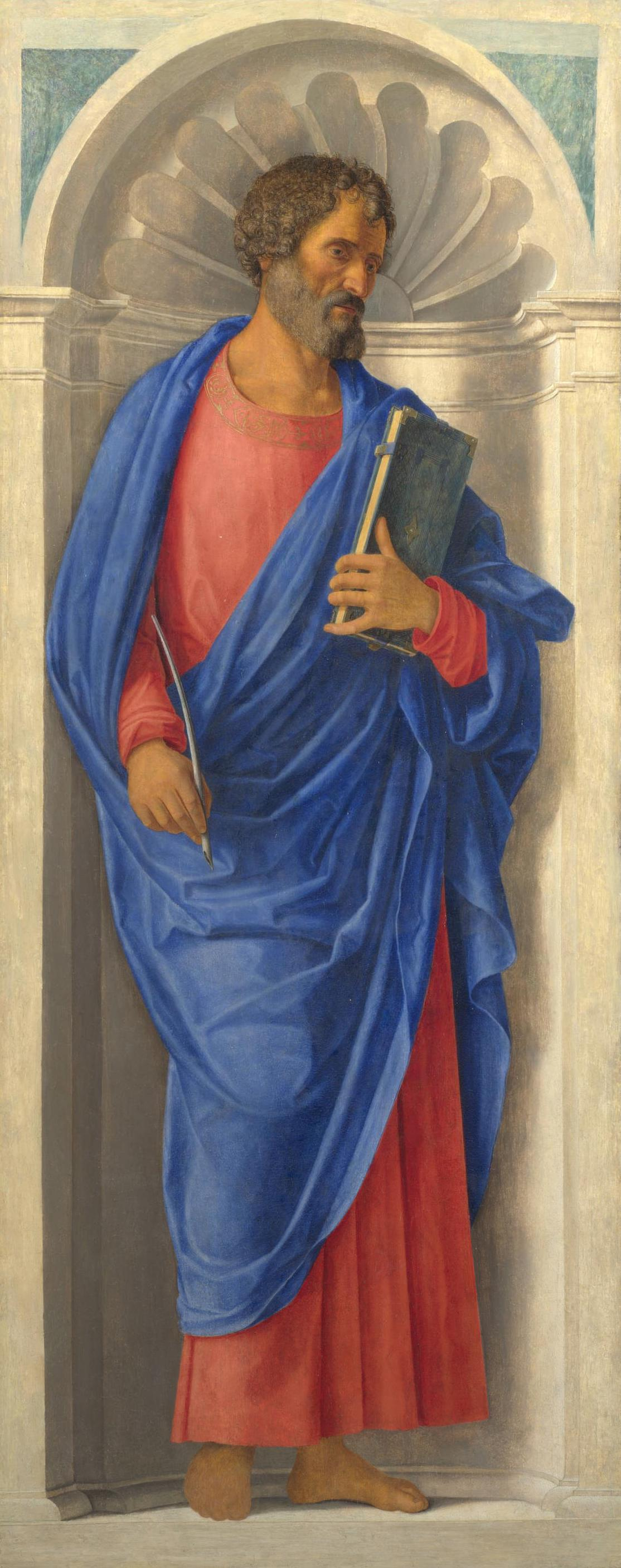
«Св. Марк» (предполагаемая левая створка триптиха)

В середине XIX века «Благовещение» оказалось в собрании князя С. М. Голицына (в так называемом Голицынском музее), и там картина была сначала была переведена с дерева на новую деревянную основу, а затем, реставратором А. Сидоровым в 1864 году переложена на холст, после чего, как сообщает Э. К. Липгарт, «живопись подернулась как бы лёгкою дымкою». После того как С. М. Голицын в 1886 году решил продать своё собрание с аукциона, директор Императорского Эрмитажа А. А. Васильчиков добился полного выкупа этой коллекции, включая «Благовещение», для Эрмитажа.
Картина выставляется в здании Большого (Старого) Эрмитажа в зале 217.
Российский искусствовед Т. К. Кустодиева отмечает на картине простую бытовую трактовку евангельского сюжета. По её мнению, кровать за спиной Марии выполнена в традиционной венецианской технике интарсии: из небольших кусочков дерева светлых пород составляется узор по основе из тёмного дерева. Обращает на себя внимание и типично венецианское окно в виде сдвоенной арки с поддерживающей колонкой посередине. В анализе картины Кустодиевой говорится: «Художник видит свою задачу в том, чтобы заставить нас поверить в реальность трёхмерного пространства и всего, что находится в помещении, доводя изображение до степени оптической иллюзии».
Фоновый пейзаж за окном являет собой холмистую местность, совершенно нехарактерную для островной Венеции и её прибережных равнинных владений, но «здания, поднимающиеся среди этих холмов, свидетельствуют о том, что всё-таки Чима не мог отвлечься от облика своего родного города». Также отмечается, что «это произведение ещё сохраняет черты, характерные для итальянского искусства Раннего Возрождения, — наивную повествовательность и любовь к изображению деталей, подмеченных художником в окружающем его мире».
Судьба боковых створок окончательно не выяснена. Наиболее вероятной версией их дальнейшего бытования является следующая. Створки оказались в собрании венецианского антиквара Скьявоне, у которого их купил сэр Чарльз Истлейк. В 1924 году они попали в лондонскую галерею «Монд» и в 1938 году поступили в Лондонскую национальную галерею (дерево, масло; 103,2 × 40,6 см; инвентарные № NG4945 и № NG4946). Высказывались и обоснованные сомнения о том, что эрмитажная картина и лондонские створки некогда составляли единый ансамбль. В частности обращалось внимание на несовпадение размеров работ: 136 × 107 см центральной части и 103,2 × 40,6 см боковых створок. Но, по мнению хранителя венецианской живописи в Государственном Эрмитаже Т. Д. Фомичёвой, это не может быть решающим аргументом в доказательных построениях, поскольку размер створок вполне мог быть увеличен за счёт обрамления. Примером подобной работы в творчестве Чимы да Конельяно с размерами створок меньшим относительно центральной картины может служить триптих «Мадонна с Младенцем, со Святым Георгием и Святым Иаковом по сторонам» из собрания Музея изящных искусств города Кан во Франции.